# Педро Фернандес де Луго
Педро Фернандес де Луго (исп. Pedro Fernández de Lugo; около 1475 года, Севилья — 15 октября 1536, Санта-Марта) — кастильский дворянин и конкистадор, участвовавший в завоевании Канарских островов Ла-Пальма и Тенерифе, а также в экспедициях к берберийским побережьям и в Новый Свет. Он имел титулы второго аделантадо Канарских островов и первого аделантадо Санта-Марты, а также должности губернатора, старшего судьи и капитан-генерала.

## Биография
Родившийся в Севилье около 1475 года, он был старшим сыном — или, по другим данным, вторым сыном — Алонсо Фернандеса де Луго (ок. 1455—1525), также завоевателя и первого аделантадо Канарских островов, и Виоланте де Вальдес-и-де-Галлинато. У него были братья Фернандо Фернандес де Луго и Беатрис де Луго, а также сводные сестры Луиза и Констанция де Луго, дочери третьей жены его отца Хуаны де Массьер.
Его детство прошло в городе Севилья, пока в 1484 году он не переехал с матерью и братом на остров Гран-Канария, который только что был включен в состав Короны Кастилии и в завоевании которого участвовал его отец. Оказавшись на острове, он поселился со своей семьей в поместье, которое Алонсо де Луго приобрел в repartimiento в плодородной долине Агаэте.
Около 1498 года он женился на Инес де Эррера-и-Айяла, дочери сеньоров Гомера и Иерро Эрнана Пераса Младшего и Беатрис де Бобадилья, имея детей Алонсо Луиса Фернандеса де Луго, третьего аделантадо Канарских островов, и Беатрис де Айяла, вышла замуж за 7-го сеньора Фуэнтеса Альваро де Фуэнтес-и-Гусмана.
Педро Фернандес де Луго умер 15 октября 1536 года в городе Санта-Марта на территории современной Колумбии.

## Карьера

### Участие в завоеваниях Ла Пальмы и Тенерифе
В 1493 году он присоединился к своему отцу в качестве солдата при завоевании острова Ла-Пальма, а в 1494 году он также сопровождал его во время его катастрофического первого вступления на Тенерифе в качестве пешки в компании Ибоне де Армас. Во время этой первой попытки завоевания кастильцы потерпели полное поражение от гуанчей в знаменитой резне Асентехо. Вышедший на пенсию на Гран-Канарию, Педро вместе со своим братом Фернандо передается их отцом в качестве гарантии сеньоре Лансароте и Фуэртевентуры Инес Пераса де лас Касас, вдове Диего Гарсиа де Эррера, чтобы получить их экономическое сотрудничество для оплаты.
После того, как завоевание Тенерифе было окончательно завершено в 1496 году, Педро Фернандес де Луго получил в раздачу обширные земли на островах Ла-Пальма и Тенерифе, а в 1497 году королева Изабелла Католичка назвала его своим пажом в качестве одной из многих наград, данных королями его отцу, Алонсо из Луго.

### Капитан-генерал Берберии
В 1509 году Педро Фернандес де Луго получил от своего отца должность генерал-капитана берегов Африки, которая десятью годами ранее была пожалована первому Аделантадо католическими монархами, а также владение «всеми башнями и местами, которые были построены или выиграл».
Затем Педро активно посвятит себя организации въезда в Берберию в поисках рабов и добычи, как он делал со своим отцом с 1497 года.

### Правительство Ла-Пальмы и Тенерифе
В 1523 году его отец, который за несколько лет до этого получил от короны правопреемство в пользу Педро титула аделантадо, уступил ему управление островом Ла-Пальма. После смерти Алонсо де Луго в 1525 году Педро был назначен губернатором, а также главным судьей Тенерифе.
Его правительство было полно противоречий, и корона вынесла до трех судебных процессов по месту жительства. Он подал судебные иски по экономическим причинам со своей мачехой Хуаной де Массьер, своей сводной сестрой Луизой де Луго и её мужем Хуаном Пересом де Кабрера, губернатором и генерал-капитаном Гондураса; Он был ответственен за казнь севильского джентльмена Педро Эрнандеса де Альфаро, мужа Леонор Перейра де Луго, вдовы его дяди Франсиско де Луго, которого все ещё помнили в городе Ла-Оротава во времена Хосе де Вьера-и-Клавихо. Точно так же он пытался упразднить должность синдико персонеро на Тенерифе.

### Завоевание и управление
Около 1530 года Педро Фернандес де Луго, испытывавший финансовые трудности, попросил короля Карлоса V разрешить ему исследовать и завоевать территорию Рио-де-ла-Плата, привлеченный слухами о богатстве, которые распространялись в то время людьми из экспедиций Себастьяна Кабота и Диего Гарсия де Могуэра. Переговоры между Педро Фернандеса де Луго и испанской короной были отложены, и эта услуга была наконец предоставлена Педро де Мендосе в 1534 году. Затем Луго запросил завоевание и управление провинцией Санта-Марта и разрешение на исследование реки Магдалена, на этот раз привлеченный новостями, что солдат конкистадора Родриго де Бастидаса сказал ему который был тогда на Тенерифе. Корона удовлетворила просьбу, подписав капитуляцию 22 января 1535 года.
После того, как экспедиция была организована, Педро покинул порт Санта-Крус-де-Тенерифе в ноябре 1535 года и прибыл в Санта-Марту в начале января следующего года. Среди 1200 человек, которых он возглавил, были его собственный сын Алонсо Луис де Луго в должности капитана, а также другие родственники и видные деятели с острова Тенерифе. Также участвовал в качестве лейтенанта или лейтенанта-губернатора Гонсало Хименес де Кесада.
Утвердившись в своем положении, Педро Фернандес де Луго отправляет две экспедиции. Одна во главе со своим лейтенантом Хименесом де Кесада отправилась вверх по реке Магдалена, что дало начало основанию Санта-Фе-де-Богота, а другая во главе с его сыном с отрядом из четырёхсот человек отправилась в Сьерра-Неваду, откуда Алонсо вернул Луиса с большой добычей в драгоценностях и золоте, которые они взяли у индейцев. Алонсо Луис захватывает сокровище и бежит на Тенерифе, оставив отца, который инициирует против него процесс, хотя через несколько месяцев умирает.